# Сефери, Таулянт
Тауля́нт Фатми́р Сефе́ри (алб. Taulant Fatmir Seferi; 15 ноября 1996, Куманово, Республика Македония), также известен как Таулянт Сулейманов (макед. Таулјант Сулејманов), — албанский и македонский футболист, нападающий клуба «Бодрум» и сборной Албании. Участник чемпионата Европы 2024.

## Клубная карьера
Родился 15 ноября 1996 года в городе Куманово. Воспитанник юношеских команд футбольных клубов «Милано», «Янг Бойз» и «Работнички».
Во взрослом футболе дебютировал в 2013 году выступлениями за команду «Работнички», с которой в том же сезоне выиграл чемпионат и кубок Македонии. Всего за полтора года принял участие в 28 матчах чемпионата.
В начале 2015 года перешёл в швейцарский «Янг Бойз». С тех пор успел сыграть за бернскую команду 1 матч в национальном чемпионате.

## Выступления за сборные
В 2012 году дебютировал в составе юношеской сборной Македонии, принял участие в 18 играх на юношеском уровне, отметившись 9 забитыми голами.
В 2014 году привлекался в состав молодежной сборной Македонии. На молодежном уровне сыграл в 2 официальных матчах, забил 1 гол.
26 мая 2014 года дебютировал в официальных матчах в составе сборной Македонии в товарищеской игре против сборной Камеруна (0:2), заменив на 57 минуте Бесарта Абдурахими. Всего провёл в форме главной команды страны 2 матча.
В 2017 году стал выступать за молодёжную сборную Албании.
| № | Дата        | Оппонент | Счёт | Голы | Пасы | Карточки | Минуты | Соревнование      |
| - | ----------- | -------- | ---- | ---- | ---- | -------- | ------ | ----------------- |
| 1 | 26 мая 2014 | Камерун  | 0:2  | —    | —    | —        | 34'    | Товарищеский матч |
| 2 | 30 мая 2014 | Катар    | 0:0  | —    | —    | —        | 33'    | Товарищеский матч |

Итого: сыграно матчей: 2 / забито голов: 0; победы: 0, ничьи: 1, поражения: 1. eu-football.info.

## Достижения
«Работнички»
- Чемпион Македонии: 2013/14
- Обладатель Кубка Македонии: 2013/14

«Янг Бойз»
- Серебряный призёр чемпионата Швейцарии (3): 2014/15, 2015/16, 2016/17

«Тирана»
- Чемпион Албании: 2021/22